# Raïon de Bakhmout
Le raïon de Bakhmout (en ukrainien : Бахмутський район ; en russe : Бахму́тский райо́н) est un raïon (district) dans l'oblast de Donetsk en Ukraine.

## Réforme du 18 juillet 2020
La population est de 105 040 habitants et le raïon comprend six villes (Bakhmout, Tchassiv Iar, Siversk, Soledar, Svitlodarsk et Vuhlehirsk) ainsi que huit communautés urbaines.

## Transport
Le raïon possède des gares : la gare de Stoupy, la gare de Bakhmout I, la gare de Bakhmout, la gare de Maloilchivska, la gare de Sil, la gare de Phenol, la gare de Kryvyi Torets et la gare de Kourdioumivka.

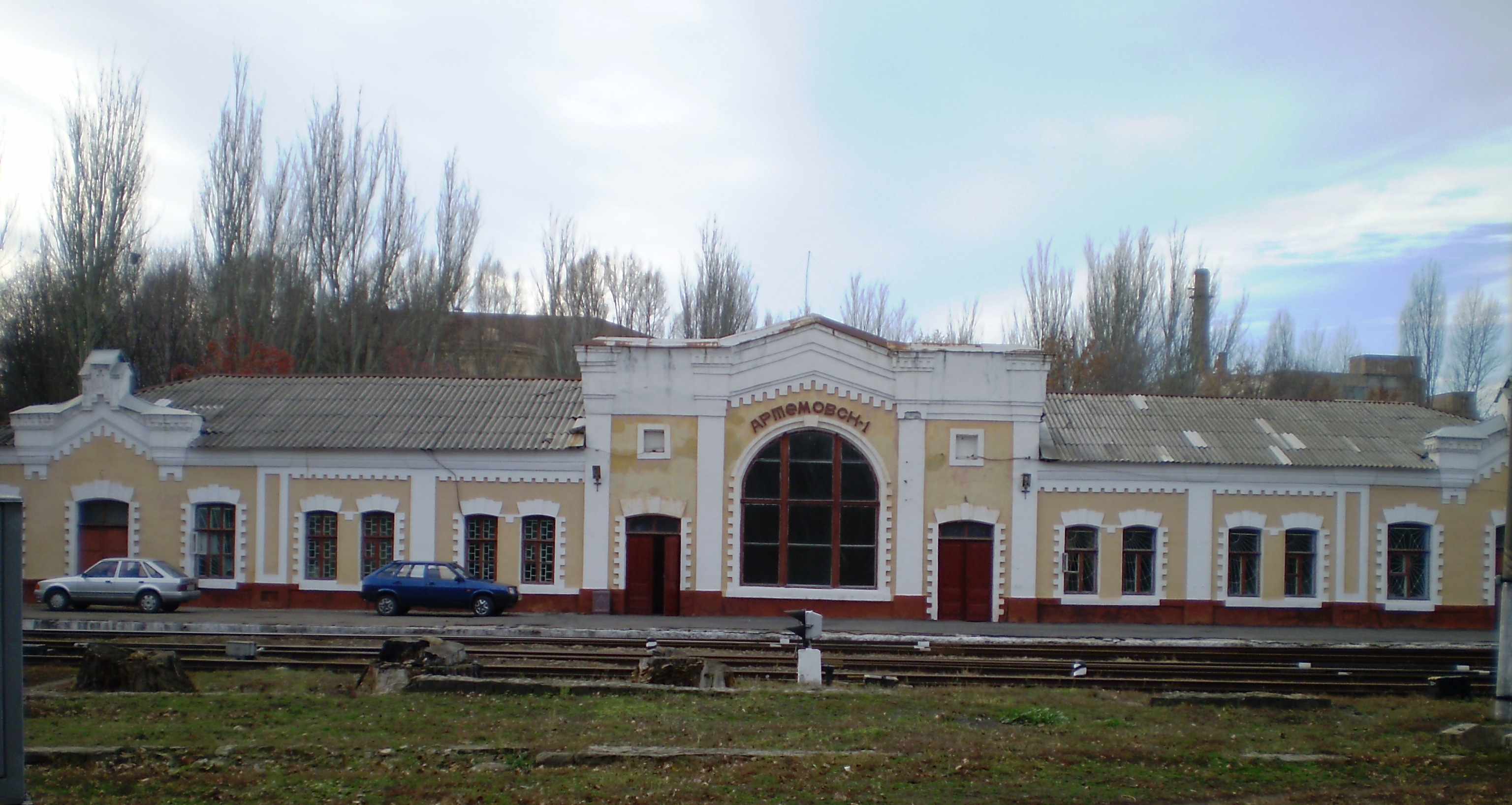
Gare de Bakhmout I.

## Économie

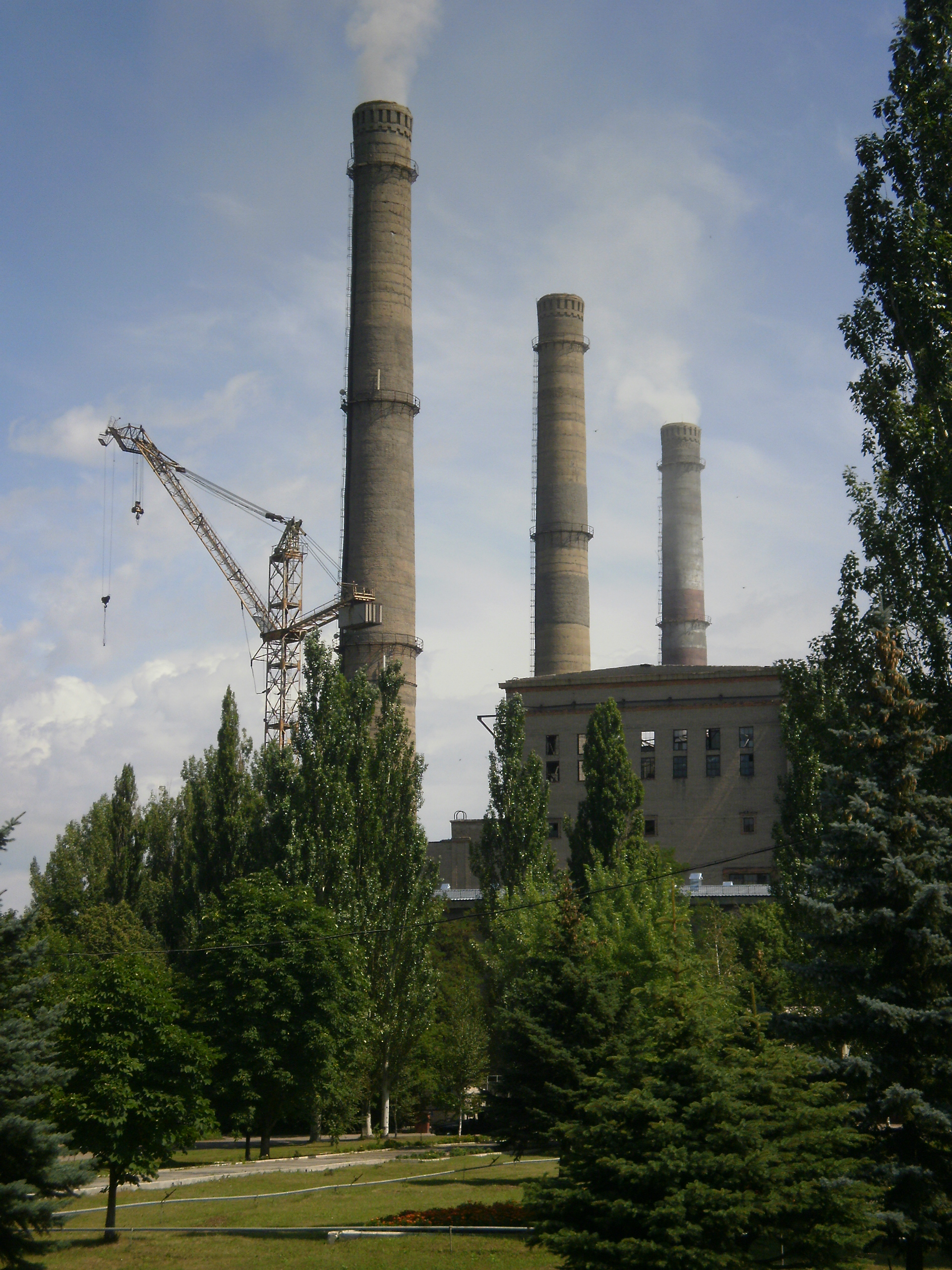
L'usine de Mironivski.

## Divers
Un ensemble de kourganes, d'anciennes mines et d'habitats classés à Ivanivske.

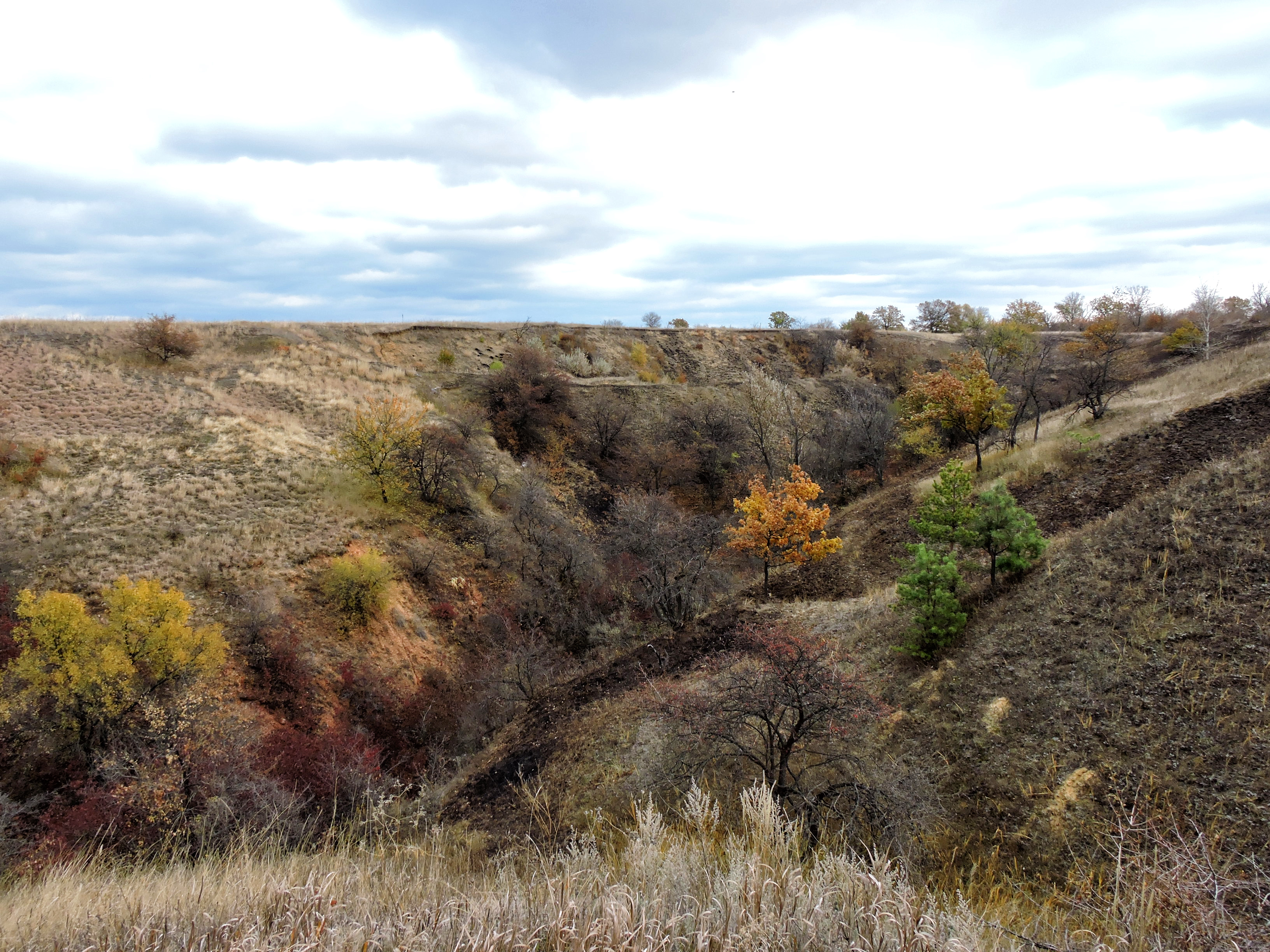
Site de l'âge de pierre[2] à Dronivka.
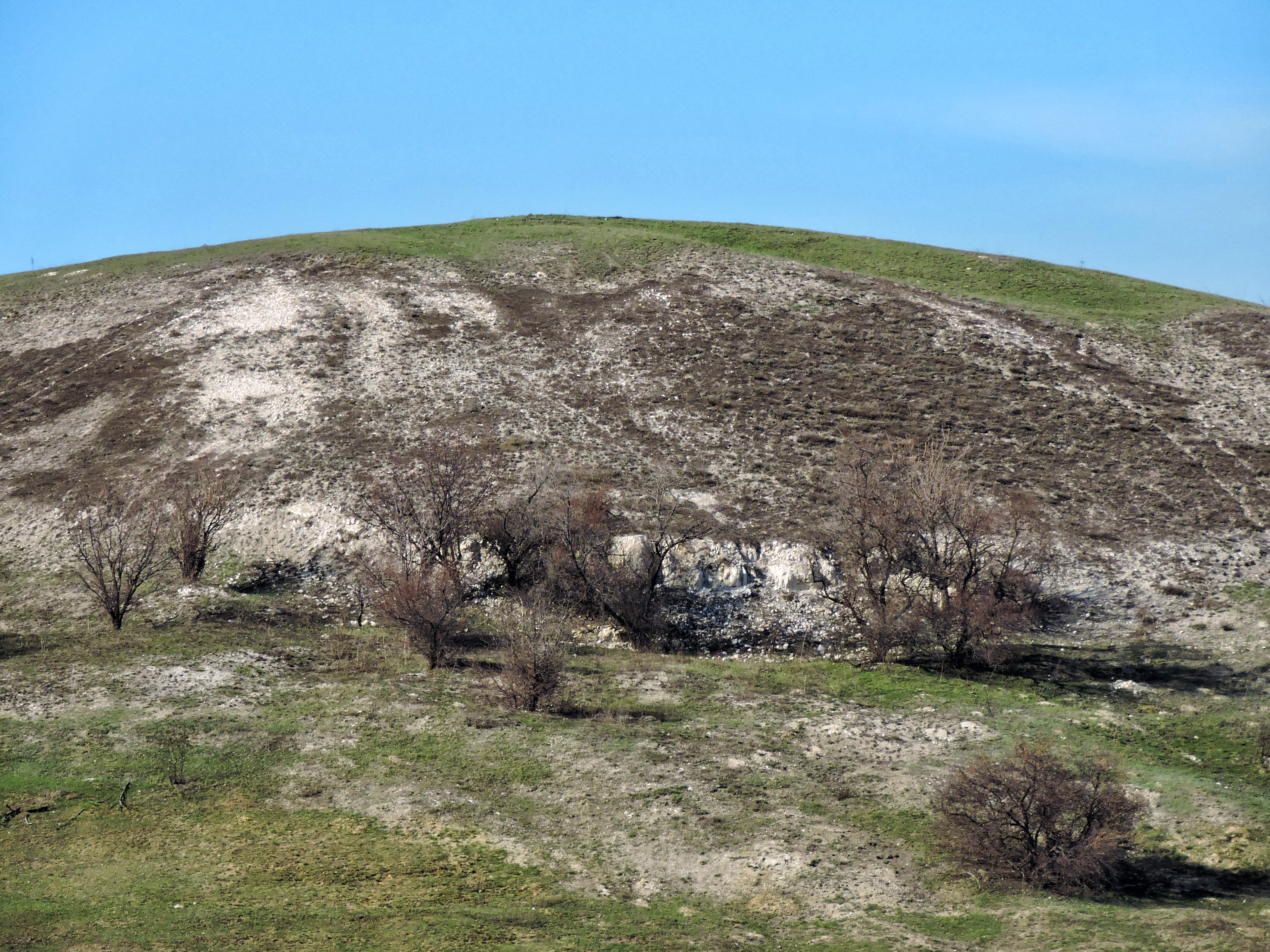
Kourgane Baba
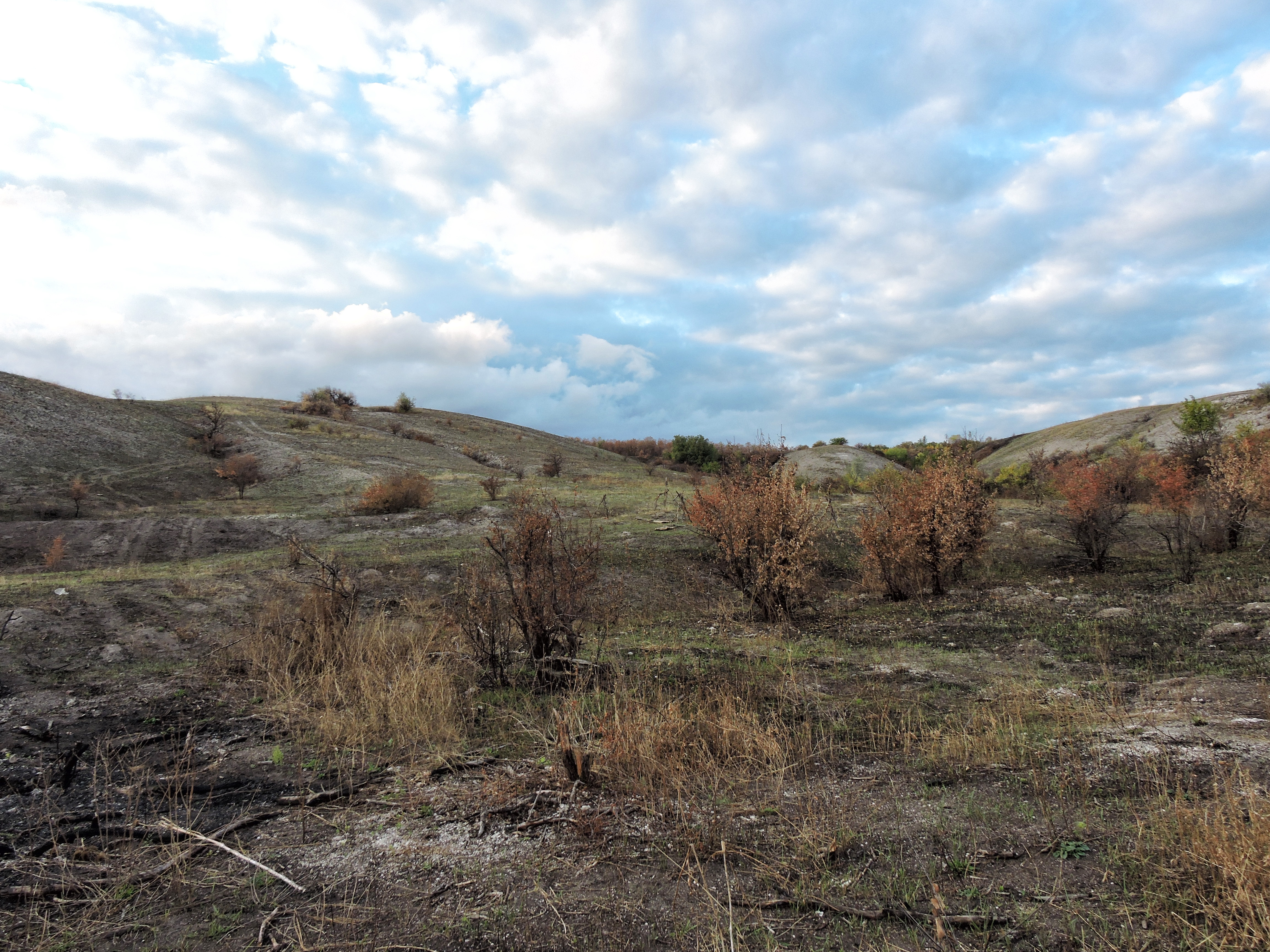
ancien habitat
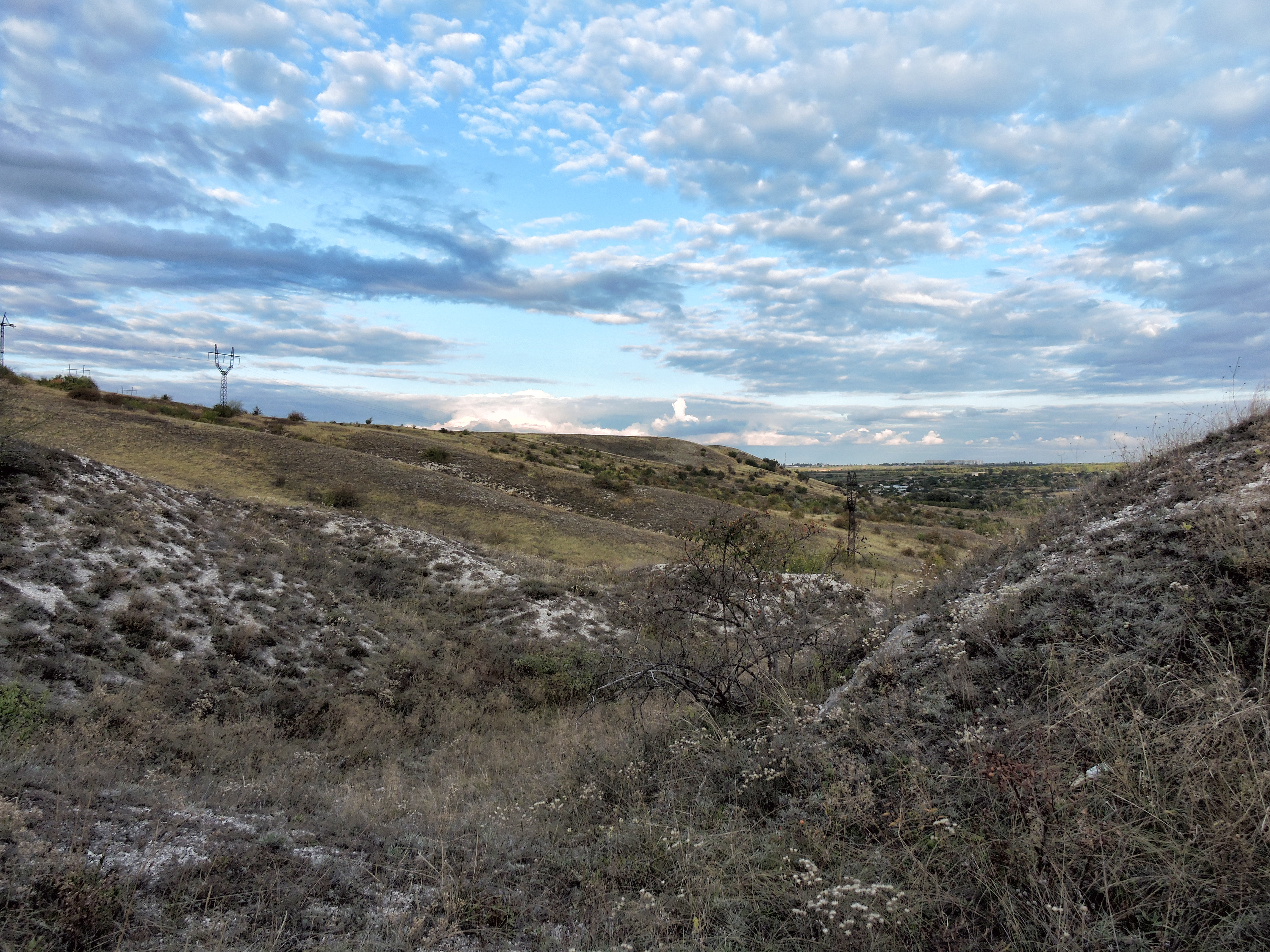
ancienne mine
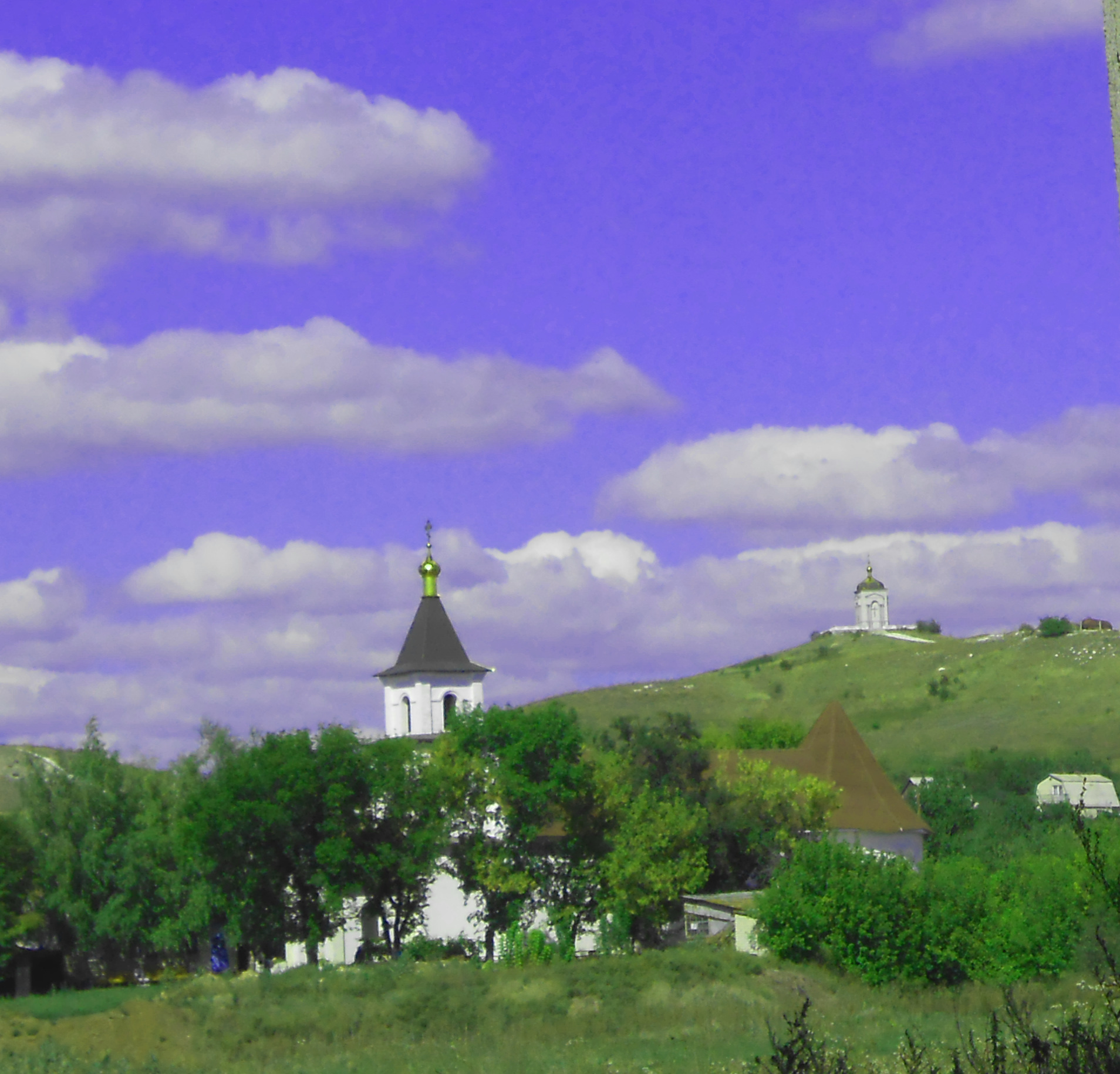
L'église de la Transfiguration de Serebrianka.
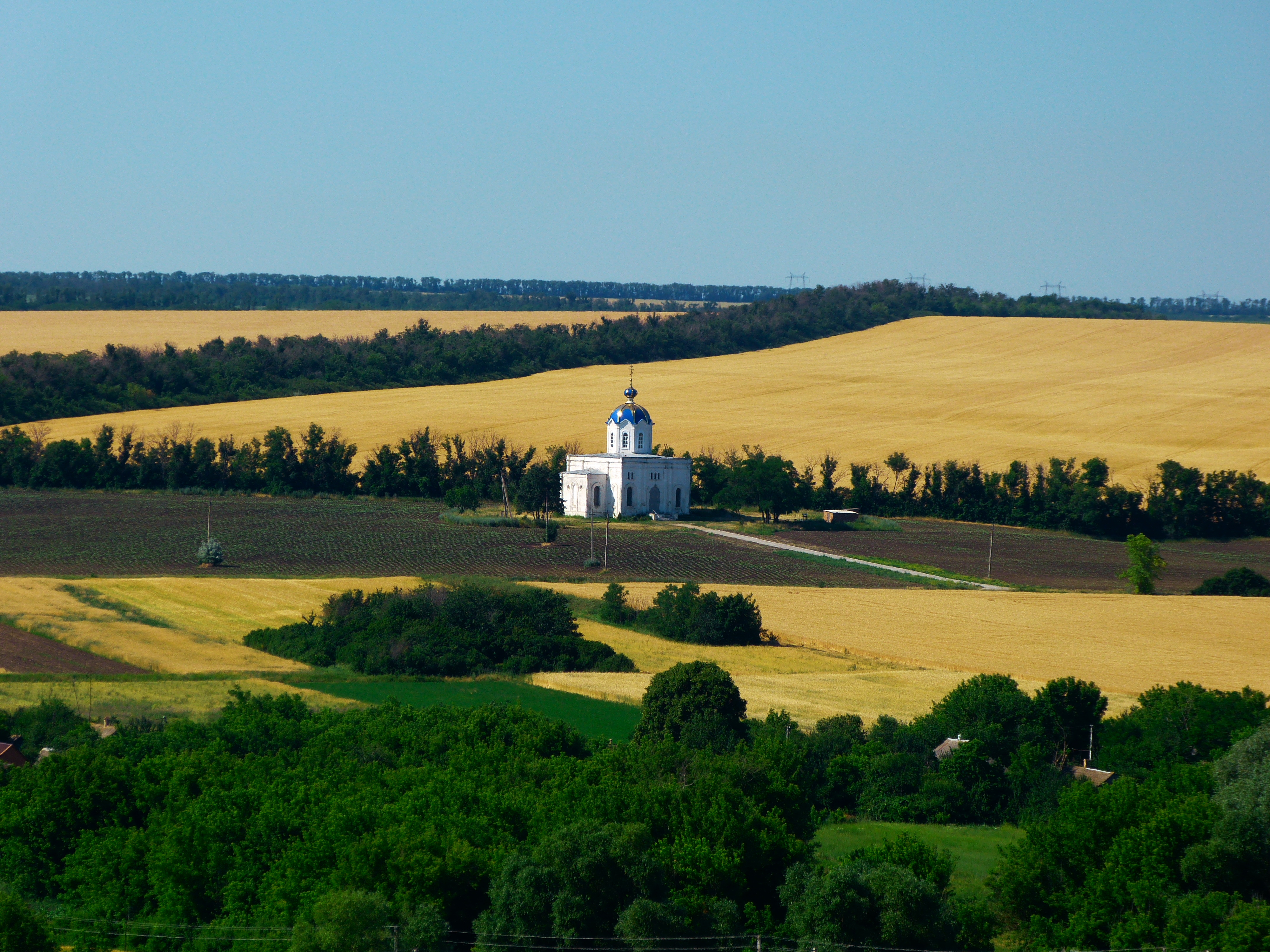
l'église de la nativité de Sviato-Pokrovski.